# La portiera nuda
Pour plus de détails, voir Fiche technique et Distribution.
La portiera nuda est une comédie érotique italienne réalisée par Luigi Cozzi et sortie en 1976.

## Synopsis
La belle Gianna travaille comme concierge dans un immeuble composé de nombreux appartements ; tout en travaillant, elle doit se prémunir contre les avances et le harcèlement plus ou moins insistants des locataires, tous animés par une libido dévorante et parfois par des goûts paraphiliques.

## Fiche technique
- Titre original : La portiera nuda[1],[2]
- Réalisation : Luigi Cozzi
- Scenario :	Luigi Cozzi
- Photographie :	Roberto Girometti
- Montage : Carlo Reali
- Musique : Manuel De Sica
- Décors et costumes : Emilio Baldelli
- Production : Giorgio Bracardi (it)
- Société de production : Italgemma Cinematografica
- Pays de production :  Italie
- Langue originale : Italien
- Format : Couleurs - 2,35:1 - Son mono - 35 mm
- Durée : 75 minutes
- Genre : Comédie érotique italienne
- Dates de sortie :
  - Italie : 11 mars 1976 (visa délivré le 6 février 1976[1])

## Distribution
- Irene Miracle : Gianna
- Erika Blanc : Annie Petré
- Francesca Romana Coluzzi : Octavia
- Giorgio Bracardi : le docteur freudien
- Enzo Garinei : comptable
- Daniela Giordano : l'amie d'Annie
- Mario Carotenuto : De Grandis, le producteur
- Luciano Bonanni :